# Retirada
Die Retirada (auch Retirata, Ritirada oder Ritirata) ist in der Barockmusik die Bezeichnung des Satzes, der eine Folge von zusammengehörigen (Tanz-)Musikstücken (Suite) abschließt, also das Gegenstück zur eröffnenden Intrada, so dass beide die anderen Sätze einrahmen. Der Name stammt vom spanischen retirada oder vom italienischen ritirata ab, was beides „Rückzug, Abmarsch“ bedeutet. Die Begriffe Intrada und Retirada stammen von den Fanfaren, die bei mittelalterlichen Turnieren den Eintritt der Kämpfer und den Ausritt des Siegers verkündeten.
Bei Michael Praetorius (1571–1621) in Syntagma musicum heißt die Retirada Retrajecte:

„Ballet aber sein sonderliche Täntze zu Mummereyen und Vffzügen gemacht, welche zur Mascarada gespielet werden. Dieselbe werden vff ihre sonderliche Inventiones gerichtet, und hat ein jedes Ballet gemeiniglich drey theil: i.) Die I n t r a d a, wenn die Personen in der Mummerey zum eingang erscheinen. 2.) Die Figuren, welche die vermascarirten Personen im stehen, tretten auch umbwechßlung der oerther, und sonsten uff buchstaben in einem Ringe, Crantze, Triangel, Vierecket, Sechsecket, oder andere Sachen formieren, und sich durch einander winden, darauff dann die gantze Invention und Essentia des Balletts bestehet und gerichtet ist. 3.) Die Retrajecte, das ist der abzug oder abtritt, damit die Invention unnd gantz Ballet geendet unnd beschlossen wird, unnd werden dieselbe hernachet nicht mehr gebraucht, sondern hören zugleich mit der Mascarada auff.“

Retiraden kommen unter anderem bei folgenden Komponisten (vorwiegend Wien zugehörig) vor: Biagio Marini (1594–1663), Wolfgang Ebner (1612–1665), Johann Heinrich Schmelzer (um 1623–1680), Philipp Jakob Rittler (1637–1690), Heinrich Ignaz Franz Biber (1644-–1704), Alessandro Poglietti († 1683), Jan Ignác František Vojta (vor 1660 – vor 1725), Wenzel Ludwig von Radolt (1667–1716), Luigi Boccherini (1743–1805).